# Pouteria garcinioides
Pouteria garcinioides là một loài thực vật có hoa trong họ Hồng xiêm. Loài này được (K.Krause) Baehni miêu tả khoa học đầu tiên năm 1942.